# 이중재
이중재(李重載, 1925년 9월 20일~2008년 12월 18일)는 대한민국의 정치인이다. 제6·7·8·9·12·15대 국회의원을 지냈다. 본관은 광주이며, 호(號)는 오봉(晤峰)이다.
1952년 부통령 김성수의 개인 비서로 정계에 입문하여 군사 정권 시절 야당에서 활동했고, 김영삼에 반대하여 평화민주당과 민주당 등에서 활동했으나, 1995년 새정치국민회의의 창당에 참여하지 않고 민주당에 남아있다가 1997년 민주당 대통령 후보로 추대된 조순과 신한국당의 후보였던 이회창의 단일화 협상으로 한나라당이 탄생하면서 한나라당으로 합류했다. 장남은 이종구이다.

## 학력
- 보성중학교 졸업
- 보성고등학교 졸업
- 보성전문학교(현 고려대학교) 경제학 학사

## 생애
본관은 광주(廣州)로서 전라남도 보성군에서 출생하였다. 보성고등학교 졸업을 거쳐 1946년 보성전문학교 경상과에서 학사 학위를 취득하였다. 그 뒤 민주국민당에 입당, 한국 전쟁 중 1952년 부산 피난시절 부통령 인촌 김성수의 비서로 정계에 입문 했다.
그 뒤 1963년 6대 국회에서 민정당 소속 전국구 비례대표로 출마하여 당선되어, 정치활동을 시작했다.
6대 국회의원에 당선된 이후 9대까지 내리 4선에 성공했으며 그 뒤 12대와, 15대 국회의원으로 다시 등원했다. 1960년대 김영삼이 신민당 원내총무가 되자 그 밑에서 신민당 대변인을 지냈고, 신민당 정책심의위원회 의장과 신민당 부총재를 지냈다.
1980년대, 제5공화국 출범 이후 정치활동이 금지되자 이중재는 민주화추진협의회 운영위원, 민주인권연구회 회장 등으로 활동했고 야당의 통합을 위해 야당통합추진위원회를 조직하여 추진위원회 위원장 등으로 활동했다.
그 뒤 신민당, 민한당이 통일민주당으로 흡수되면서 통일민주당 부총재를 지냈다. 그 뒤 김대중이 통일민주당을 탈당할 때 함께 평화민주당에 참여했고, 평화민주당 부총재를 지냈다.
그 뒤 민주화추진협의회 상임운영위원을 지냈으며 평화민주당, 민주당에 있다가 민주당의 부총재를 지내기도 했다. 1997년 대통령 선거 직전 신한국당과 민주당이 합당하여 한나라당이 되자 이에 참여하였다. 국회 의정활동 기간 중 국회 재무위원회에서만 활동했고 다른 곳에서는 활동하지 않았다. 그래서 동료들은 그를 ‘명석한 경제통’으로 기억하기도 한다. 12대 국회 당시, 야당의 예산안 투쟁을 주도한 것으로 알려져 있다.
현역 국회의원에서 물러난 뒤 한나라당 상임고문을 지냈다.
2008년 12월 18일 오후 8시24분 숙환으로 별세했다. 장지는 전라남도 보성군 득량면이다.

## 약력
- 대한중석광업(주) 관재과장, 시사과장 부산영업소장
- 민정당 선전국장 겸 대변인
- 고려라이온스클럽회장, 신민당 정책 심의회의장
- 신민당 부총재
- 통일민주당 부총재
- 평화민주당 부총재
- 민주당 상임고문
- 고대 교우회 국회분회 회장
- 한나라당 상임고문

## 가족 관계
- 장남 이종구 - 17, 18, 20대 미래통합당 국회의원
- 차남 이종욱 - 한국외대 경영학과 교수
- 3남 이종오 - 서울고등법원 부장판사, 사법연수원 수석교수
- 사촌 동생 이경재 - 13, 14대 평민·민주당 국회의원

## 역대 선거 결과
|  | 20.1% |

|  | 46.44% |

|  | 50.4% |

|  | 54.22% |

|  | 31.41% |

|  | 20.88% |

|  | 29.72% |

|  | 23.55% |

|  | 11.2% |

## 소속 정당
| 소속 정당 | 소속 정당    | 소속 기간 | 비고                |
| --------- | ------------ | --------- | ------------------- |
|           | 민주국민당   | 1952~1955 | 정계 입문           |
|           | 민주당       | 1955~1960 | 합당                |
|           | 무소속       | 1960      | 탈당                |
|           | 신민당       | 1960~1961 | 창당                |
|           | 무소속       | 1961~1963 | 정당 해산           |
|           | 민정당       | 1963~1965 | 창당                |
|           | 민중당       | 1965~1967 | 합당                |
|           | 신민당       | 1967~1969 | 합당                |
|           | 무소속       | 1969      | 자진 정당 해산      |
|           | 신민당       | 1969~1980 | 정당 재등록         |
|           | 무소속       | 1980~1984 | 정당 해산           |
|           | 민주한국당   | 1984~1985 | 입당                |
|           | 무소속       | 1985      | 탈당                |
|           | 신한민주당   | 1985~1987 | 창당                |
|           | 무소속       | 1987      | 탈당                |
|           | 통일민주당   | 1987      | 창당                |
|           | 무소속       | 1987      | 탈당                |
|           | 평화민주당   | 1987~1991 | 창당                |
|           | 신민주연합당 | 1991      | 당명 변경           |
|           | 민주당       | 1991~1995 | 합당                |
|           | 통합민주당   | 1995~1996 | 합당                |
|           | 민주당       | 1996~1997 | 당명 변경           |
|           | 한나라당     | 1997~2008 | 합당 정계 은퇴 사망 |

## 같이 보기
- 보성군 (1948년 선거구)
- 보성군의 국회의원
- 고흥군·보성군 (1973년 선거구)
- 고흥군의 국회의원
- 강남구 (선거구)
- 서울 강남구의 국회의원
- 대한민국 제15대 국회의원 선거 통합민주당 후보 목록#전국구